# Невалайнен, Юкка
Юкка Антеро «Юлиус» Невалайнен (фин. Jukka Antero «Julius» Nevalainen; 21 апреля 1978, Китеэ, Финляндия) — барабанщик финской симфоник-метал-группы Nightwish.
Юкка присоединился к группе Nightwish в начале 1997 года и по 2014 год являлся её барабанщиком. Помимо Nightwish также участвует, в качестве барабанщика, в группе Sethian (en).

## Биография
Его карьера началась в возрасте одиннадцати лет, когда он был в пятом классе. Его учитель музыки в школе рассказал о том, что была открыта новая музыкальная образовательная программа, и он считает, что Юкка будет хорошо вписываться в качестве барабанщика. У него отсутствовало подходящее место для занятий, и он сделал его у себя дома. Первой группой Юкки была «The Highway», но позднее, в 1997 году, он присоединился к группе Nightwish, где бессменно играл до 2014 года, участвуя как в записи 8 студийных альбомов, так и в концертной деятельности группы.
Юкка временно покинул Nightwish по причине хронической бессонницы. Его место занял знакомый Юкки — барабанщик Кай Хахто.
15 июля 2019 года Nightwish выпустили пресс-релиз, в котором Юкка официально признан бывшим барабанщиком группы и больше не будет участвовать в концертах.

## Семья
В настоящее время живёт с женой Сату, дочерью Луной (родилась 11 марта 2003 года) и сыном Ники (родился 19 декабря 2005 года) в Йоэнсуу. 22 июня 2010 года на официальном сайте Nightwish появилось сообщение о том, что Юкка в третий раз стал отцом (родилась девочка).

## Инструменты и оборудование
Музыкант использует следующее оборудование:
- Ударная установка TAMA Bubinga
- Тарелки Paiste 2002, signature, Rude
- Барабанные палочки Pro-mark 5B